# Josef Heinrich
Josef Heinrich (19. března 1837 Dolní Jiřetín – 27. října 1908 Horní Krč) byl rakouský a český pedagog a politik německé národnosti, v 2. polovině 19. století poslanec Českého zemského sněmu a Říšské rady.

## Biografie
Vystudoval učitelský ústav v Praze, od roku 1856 působil jako učitel na různých školách. V roce 1862 byl domácím učitelem v rodině českého místodržícího Richarda Belcrediho. V roce 1864 založil v Praze první mateřskou školu podle učení Friedricha Fröbela, k níž se později připojila i německá dívčí a chlapecká škola, kterou až do roku 1884 vedl. Od roku 1873 také redigoval odborný profesní časopis pro učitelský stav. Publikoval rovněž učebnice. Zastupoval Prahu v zemské školní radě.
V 70. letech 19. století se zapojil i do zemské a celostátní politiky. V doplňovacích volbách v říjnu 1873 byl zvolen (poté, co rezignoval dosavadní poslanec David Kuh) na Český zemský sněm za kurii venkovských obcí (obvod Most – Hora Svaté Kateřiny – Jirkov).
Zasedal také v Říšské radě (celostátní zákonodárný sbor), kde mandát získal ve volbách do Říšské rady roku 1873 (kurie venkovských obcí, obvod Žatec, Chomutov, Most, Teplice atd.). Do vídeňského parlamentu se vrátil ještě ve volbách do Říšské rady roku 1885, nyní za kurii venkovských obcí, obvod Litomyšl, Landškroun atd. Slib složil 28. září 1885.
Po volbách do Říšské rady roku 1885 se uváděl jako kandidát Rakouskoněmecké hospodářské strany a jediný poslanec za tento politický subjekt. V roce 1890 se uvádí jako poslanec bez klubové příslušnosti.
Ke konci života žil v Horní Krči u Prahy. Zde zemřel v říjnu 1908 po delší nemoci. Pohřben byl na Olšanských hřbitovech.